# Ptychadena perreti
Espèce
Statut de conservation UICN

 LC  : Préoccupation mineure
Ptychadena perreti est une espèce d'amphibiens de la famille des Ptychadenidae.

## Répartition
Cette espèce est endémique du centre-Ouest de l'Afrique. Elle se rencontre, :
- dans le sud du Cameroun ;
- au Gabon ;
- dans le sud-ouest de la République centrafricaine ;
- dans le Nord et l'Est de la République démocratique du Congo ;
- en République du Congo.

Sa présence est incertaine en Angola.

## Étymologie
Cette espèce est nommée en l'honneur de Jean-Luc Perret.

## Publication originale
- Guibé & Lamotte, 1958 : Les Ptychadena (Batraciens, Ranides) du Cameroun. Bulletin de l'Institut Française d'Afrique Noire, Série A, Sciences Naturelles, vol. 20, p. 1448-1463.